# 唯名論

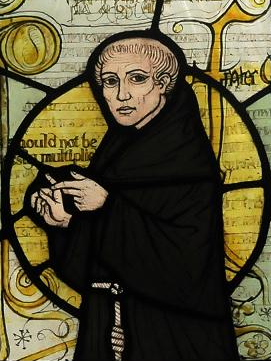
オッカムのウィリアム

唯名論（ゆいめいろん、英: Nominalism〈ノミナリズム〉）は、主に哲学・形而上学における立場の一つ。対義語は実在論（Realism）。文脈によって様々な意味をもつ。
1. 普遍論争における唯名論。普遍者実在論（実念論・概念実在論とも）に対する唯名論。
2. 様々な抽象的対象についての唯名論[1]。

## 歴史

### 古代ギリシャ
唯名論の反対概念は実在論である。プラトンは実在論、すなわち非唯名論の立場を明確に述べた西洋哲学の最初の作家と考えられている。
「universal」という英語の語彙は、アリストテレスの造語である「καθόλου（katholou）」の訳語として当てられたものである。アリストテレスは、プラトンのイデア論への批判で知られるが、同時に実在論も拒否していた。
唯名論の議論を明確に説明した最初の哲学者はストア派、特にクリュシッポスであった。

### 中世思想

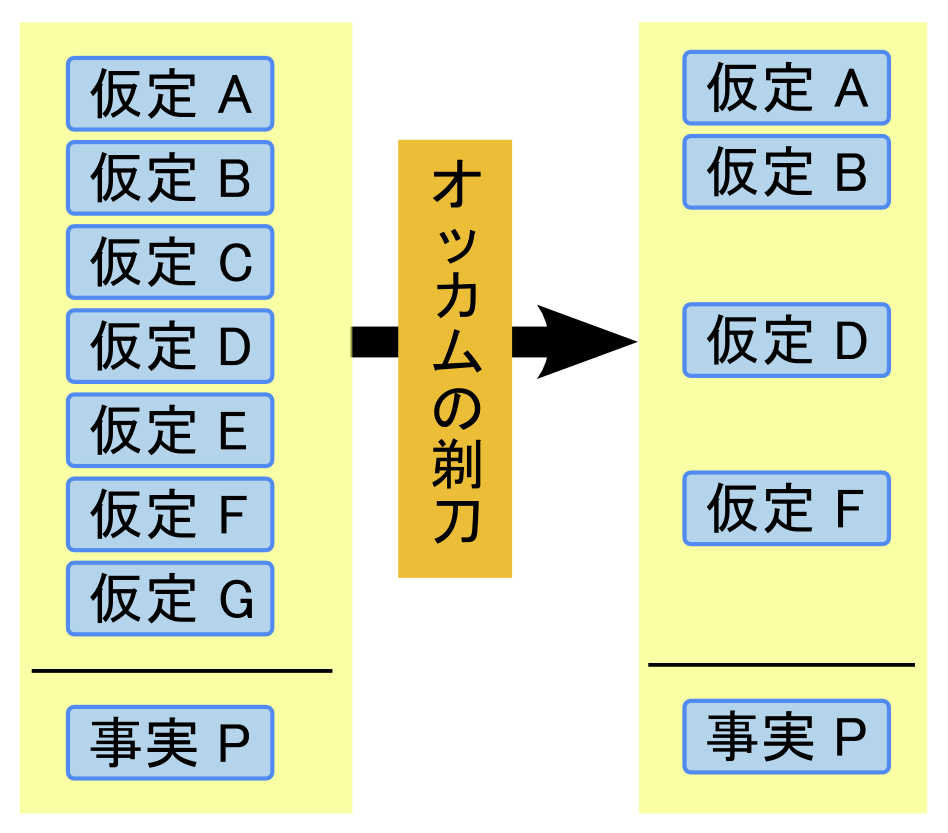
三浦俊彦が描いたオッカムの剃刀の説明図。三浦はオッカムの剃刀について「ある事実Pを同様に説明できるのであれば仮説の数（または措定される実体の数）は少ないほうが良い」とするものだと説明した。

フランスの哲学者、神学者のコンピエーニュのロスケリヌスは、黎明期の著名な唯名論者である。唯名論の思想は、ピエール・アベラールの著作に見られ、最も影響力のある徹底した名目主義者であるオッカムのウィリアムが開花させた。アベラールやオッカムが主張した唯名論哲学は、概念論（概念主義、conceptualism）と呼ばれ、唯名論と実在論の中間的な立場をとっている。
オッカムは、存在するのは個人だけであり、普遍は個人の集合を指す心的方法にすぎないと主張した。「私は、普遍的なものは、対象に存在する現実的なものではなく、心の中の思考対象（objectivum in anima）としてのみ存在することを主張する」と述べている。オッカムは原則として、説明に必要のない実体を仮定することに反対した。したがって、例えばソクラテスの中に「人間性」という実体があると信じる理由はないし、それを主張しても何も説明されないと書いている。これは「オッカムの剃刀」と呼ばれる分析方法に対応したもので、現象の説明にはできるだけ少ない仮定を置くべきだという原則である。
これに対して、概念論的手法は、普遍性という心的問題にのみ答えを与えると批判がある。同じ概念が2人の個人に正確かつ恣意的に適用されるならば、2人の個人の間には、同じ概念に該当することを正当化するような類似性や共有される性質があるはずであり、それこそが普遍性が対処するために持ち込まれた形而上学的な問題であり、問題全体の出発点であるという。個人間の類似性が主張されれば、概念論は穏健な実在主義となり、否定されれば、唯名論に崩壊する。

### 近代・現代思想
トマス・ホッブズとピエール・ガッサンディは、近代哲学の潮流の中で唯名論を復活させた。
唯名論を擁護する現代の分析哲学者には、ルドルフ・カルナップ、ネルソン・グッドマン、H・H・プライス、D・C・ウィリアムズなどがいる。

## 普遍論争
中世西欧のスコラ哲学において、「人間」「犬」「薔薇」などは、類の概念として形相存在として実在するのかどうかという議論（普遍論争）があり、これに対し唯名論は、類の概念は実在しないと答えた。
唯名論の立場は、類の概念（普遍概念、普遍者）は、名前としてのみ存在するのであり、実在するのは類の概念の形相（フォルマ）ではなく、具体的な個物（レース）、つまり個々の具体的な人間やイヌや薔薇であると考えた。これに対する考えが実念論（普遍者実在論）で、「薔薇」とか「ネコ」などの類の概念が形相として実在するとした。
西欧では、13世紀末以降に、理性が信仰から独立して行くのと並行して唯名論が優勢となる。フランシスコ会士であるオッカムなどは唯名論の立場をとった。
唯名論を表すにvia modernaとすることがある。